# Ленні (фільм)
«Ленні» — третій фільм, драма американського режисера Боба Фосса. У головній ролі знявся американський актор Дастін Гоффман. Сценарій написаний за мотивами однойменної п'єси Джуліана Баррі. 6 номінацій на премію Оскар і приз за кращу жіночу роль на Каннському кінофестивалі (1975).

## Сюжет
Фільм в псевдодокументальному стилі оповідає про життя Ленні Брюса, відомого американського гумориста і виконавця, який виступав у жанрі «стендап-комеді». Ленні почав свою кар'єру в нічних клубах і став популярний завдяки різким і дотепним імпровізаціям. Внаслідок пристрасті до наркотиків і великій кількості непристойностей у текстах Брюса у нього виникають проблеми з правоохоронними органами. Останні роки були затьмарені моральним занепадом і виснаженням актора. У 1966 році Ліні Брюс помер від передозування морфію.
Сюжет побудований у вигляді флешбеків — спогадів друзів і знайомих Ліні Брюса, а також його дружини, колишньої стриптизерки Хані Брюс. Сцени виступів Брюса містять здебільшого цитати з реальних робіт артиста.

## В ролях
- Дастін Гоффман — Ленні Брюс
- Валері Перрін — Хані Брюс
- Жен Майнер — Саллі Марр
- Стенлі Бек — Арті Сільвер
- Рашель Новікофф — тітка Менна

## Премії й номінації
- 1975 — Оскар — 6 номінацій
- 1976 — Премія BAFTA — кращий дебют (Валері Перрен)
- 1975 — Каннський кінофестиваль — приз за кращу жіночу роль (Валері Перрен)
- 1975 — премія Золотий глобус — 2 номінації
- 1974 — Національна рада кінокритиків США — приз за кращу жіночу роль другого плану (Валері Перрен)